# Pacabuy
 I Pacabuy sono un gruppo etnico della Colombia. Questo gruppo etnico è per la maggior parte di fede animista e non esistono dati relativi al numero dei componenti e alla lingua.
Vivono nelle città di El Banco e San Martín de Loba, nei dipartimenti di Magdalena e Bolívar.